# Copa Davis de 2008
A Copa Davis de 2008 foi a 97ª edição da principal competição do tênis masculino. No grupo mundial, 16 equipes disputaram a competição, que foi disputado entre os dias 8 de fevereiro e 23 de novembro de 2008. Sagrou-se campeã a Equipe Espanhola de Copa Davis, que venceu a Argentina na final.

## Grupo Mundial
| Equipes Participantes | Equipes Participantes | Equipes Participantes | Equipes Participantes |
| Alemanha              | Argentina             | Áustria               | Bélgica               |
| Coreia do Sul         | Espanha               | Estados Unidos        | França                |
| Israel                | Peru                  | Reino Unido           | Tchéquia              |
| Romênia               | Rússia                | Sérvia                | Suécia                |
| --------------------- | --------------------- | --------------------- | --------------------- |

### Jogos
|  | 1ª fase 8-10 de fevereiro | 1ª fase 8-10 de fevereiro     |                          |   | Quartas-de-finais 11-13 de abril | Quartas-de-finais 11-13 de abril |  |  | Semi-finais 19-21 de setembro | Semi-finais 19-21 de setembro |  |  | Final 21-23 de novembro | Final 21-23 de novembro |
|  |                           |                               |                          |   |                                  |                                  |  |  |                               |                               |  |  |                         |                         |
|  | Moscou, Rússia            |                               |                          |   |                                  |                                  |  |  |                               |                               |  |  |                         |                         |
|  |                           |                               |                          |   |                                  |                                  |  |  |                               |                               |  |  |                         |                         |
|  | Rússia                    | 3                             |                          |   |                                  |                                  |  |  |                               |                               |  |  |                         |                         |
|  | Rússia                    | 3                             | Moscou, Rússia           |   |                                  |                                  |  |  |                               |                               |  |  |                         |                         |
|  | Sérvia                    | 2                             |                          |   |                                  |                                  |  |  |                               |                               |  |  |                         |                         |
|  | Sérvia                    | 2                             | Rússia                   | 3 |                                  |                                  |  |  |                               |                               |  |  |                         |                         |
|  | Ostrava, República Checa  |                               | Rússia                   | 3 |                                  |                                  |  |  |                               |                               |  |  |                         |                         |
|  |                           | Tchéquia                      | 2                        |   |                                  |                                  |  |  |                               |                               |  |  |                         |                         |
|  | Bélgica                   | Tchéquia                      | 2                        | 2 |                                  |                                  |  |  |                               |                               |  |  |                         |                         |
|  | Bélgica                   |                               | Buenos Aires, Argentina  | 2 |                                  |                                  |  |  |                               |                               |  |  |                         |                         |
|  | Tchéquia                  | 3                             |                          |   |                                  |                                  |  |  |                               |                               |  |  |                         |                         |
|  | Tchéquia                  | 3                             | Rússia                   | 1 |                                  |                                  |  |  |                               |                               |  |  |                         |                         |
|  | Buenos Aires, Argentina   |                               | Rússia                   | 1 |                                  |                                  |  |  |                               |                               |  |  |                         |                         |
|  |                           | Argentina                     | 4                        |   |                                  |                                  |  |  |                               |                               |  |  |                         |                         |
|  | Argentina                 | Argentina                     | 4                        | 4 |                                  |                                  |  |  |                               |                               |  |  |                         |                         |
|  | Argentina                 | Buenos Aires, Argentina       |                          | 4 |                                  |                                  |  |  |                               |                               |  |  |                         |                         |
|  | Reino Unido               | 1                             |                          |   |                                  |                                  |  |  |                               |                               |  |  |                         |                         |
|  | Reino Unido               | 1                             | Argentina                | 4 |                                  |                                  |  |  |                               |                               |  |  |                         |                         |
|  | Ramat Hasharon, Israel    |                               | Argentina                | 4 |                                  |                                  |  |  |                               |                               |  |  |                         |                         |
|  |                           | Suécia                        | 1                        |   |                                  |                                  |  |  |                               |                               |  |  |                         |                         |
|  | Suécia                    | Suécia                        | 1                        | 3 |                                  |                                  |  |  |                               |                               |  |  |                         |                         |
|  | Suécia                    |                               | Mar del Plata, Argentina | 3 |                                  |                                  |  |  |                               |                               |  |  |                         |                         |
|  | Israel                    | 2                             |                          |   |                                  |                                  |  |  |                               |                               |  |  |                         |                         |
|  | Israel                    | 2                             | Argentina                | 1 |                                  |                                  |  |  |                               |                               |  |  |                         |                         |
|  | Braunschweig, Alemanha    |                               | Argentina                | 1 |                                  |                                  |  |  |                               |                               |  |  |                         |                         |
|  |                           | Espanha                       | 3                        |   |                                  |                                  |  |  |                               |                               |  |  |                         |                         |
|  | Coreia do Sul             | Espanha                       | 3                        | 2 |                                  |                                  |  |  |                               |                               |  |  |                         |                         |
|  | Coreia do Sul             | Bremen, Alemanha              |                          | 2 |                                  |                                  |  |  |                               |                               |  |  |                         |                         |
|  | Alemanha                  | 3                             |                          |   |                                  |                                  |  |  |                               |                               |  |  |                         |                         |
|  | Alemanha                  | 3                             | Alemanha                 | 1 |                                  |                                  |  |  |                               |                               |  |  |                         |                         |
|  | Lima, Peru                |                               | Alemanha                 | 1 |                                  |                                  |  |  |                               |                               |  |  |                         |                         |
|  |                           | Espanha                       | 4                        |   |                                  |                                  |  |  |                               |                               |  |  |                         |                         |
|  | Peru                      | Espanha                       | 4                        | 0 |                                  |                                  |  |  |                               |                               |  |  |                         |                         |
|  | Peru                      |                               | Madrid, Espanha          | 0 |                                  |                                  |  |  |                               |                               |  |  |                         |                         |
|  | Espanha                   | 5                             |                          |   |                                  |                                  |  |  |                               |                               |  |  |                         |                         |
|  | Espanha                   | 5                             | Espanha                  | 4 |                                  |                                  |  |  |                               |                               |  |  |                         |                         |
|  | Sibiu, Romênia            |                               | Espanha                  | 4 |                                  |                                  |  |  |                               |                               |  |  |                         |                         |
|  |                           | Estados Unidos                | 1                        |   |                                  |                                  |  |  |                               |                               |  |  |                         |                         |
|  | Romênia                   | Estados Unidos                | 1                        | 0 |                                  |                                  |  |  |                               |                               |  |  |                         |                         |
|  | Romênia                   | Winston-Salem, Estados Unidos |                          | 0 |                                  |                                  |  |  |                               |                               |  |  |                         |                         |
|  | França                    | 5                             |                          |   |                                  |                                  |  |  |                               |                               |  |  |                         |                         |
|  | França                    | 5                             | França                   | 1 |                                  |                                  |  |  |                               |                               |  |  |                         |                         |
|  | Viena, Áustria            |                               | França                   | 1 |                                  |                                  |  |  |                               |                               |  |  |                         |                         |
|  |                           | Estados Unidos                | 4                        |   |                                  |                                  |  |  |                               |                               |  |  |                         |                         |
|  | Áustria                   | Estados Unidos                | 4                        | 1 |                                  |                                  |  |  |                               |                               |  |  |                         |                         |
|  | Áustria                   |                               |                          | 1 |                                  |                                  |  |  |                               |                               |  |  |                         |                         |
|  | Estados Unidos            | 4                             |                          |   |                                  |                                  |  |  |                               |                               |  |  |                         |                         |
|  | Estados Unidos            | 4                             |                          |   |                                  |                                  |  |  |                               |                               |  |  |                         |                         |

### Campeão
| Copa Davis de 2008        |
| ------------------------- |
| ESPANHA Campeão 3º título |

## Grupos regionais

### Repescagem
As partidas da repescagem acontecerão entre os dias 19 e 21 de setembro, entre os perdedores da 1ª rodada do Grupo Mundial e os vencedores do Grupo I.
| Local                    | Time 1        | Placar | Time 2        |
| ------------------------ | ------------- | ------ | ------------- |
| Antofagasta, Chile       | Chile         | 3-2    | Austrália     |
| Londres, Reino Unido     | Reino Unido   | 2-3    | Áustria       |
| Lausana, Suíça           | Suíça         | 4-1    | Bélgica       |
| Zadar, Croácia           | Croácia       | 4-1    | Brasil        |
| Ramat HaSharon, Israel   | Israel        | 4-1    | Peru          |
| Apeldoorn, Países Baixos | Países Baixos | 3-2    | Coreia do Sul |
| Bucareste, Romênia       | Romênia       | 4-1    | Índia         |
| Bratislava, Eslováquia   | Eslováquia    | 1-4    | Sérvia        |

### Zona das Américas
| Grupo I - Brasil - Canadá - Chile - Colômbia - México - Uruguai | Grupo II - Antilhas Neerlandesas - Bahamas - Bolívia - República Dominicana - Equador - El Salvador - Paraguai - Venezuela | Grupo III - Aruba - Barbados - Cuba - Guatemala - Honduras - Jamaica - Panamá - Porto Rico | Grupo IV - Bermuda - Costa Rica - Haiti - Ilhas Virgens Americanas - Trinidad e Tobago |

### Zona da Ásia/Oceania
| Grupo I - Austrália - Cazaquistão - Filipinas - Índia - Japão - Taipé Chinês - Tailândia - Uzbequistão | Grupo II - China - Comunidade do Pacífico - Hong Kong - Indonésia - Kuwait - Líbano - Nova Zelândia - Omã | Grupo III - Emirados Árabes Unidos - Irã - Malásia - Paquistão - Sri Lanka - Síria - Tadjiquistão - Vietnã | Grupo IV - Arábia Saudita - Bahrein - Bangladesh - Brunei - Iraque - Jordânia - Mianmar - Qatar - Singapura - Turcomenistão |

### Zona da Europa/África
| - Bielorrússia - Croácia - Eslováquia - Geórgia - Itália - Letônia - Macedônia - Países Baixos - Polônia - Suíça | - África do Sul - Argélia - Chipre - Dinamarca - Egito - Eslovênia - Finlândia - Grécia - Hungria - Irlanda - Luxemburgo - Marrocos - Mónaco - Portugal - Tunísia - Ucrânia | Grupo III - Sede 1 - Botsuana - Bulgária - Costa do Marfim - Madagáscar - Montenegro - Nigéria - Turquia - Zimbábue | Grupo III - Sede 2 - Andorra - Armênia - Bósnia e Herzegovina - Estônia - Gana - Lituânia - Moldávia - Noruega | Grupo IV - Islândia - Líbia - Malta - Maurícia - Namíbia - Ruanda - São Marinho |